# 喪男
喪男（もお、もおとこ、もだん、英: Unpopular man）は、2ちゃんねる用語のうちの1つで、モテない男性のことを指す。また喪男板となると2ちゃんねる内のモテない男性板のことをいう。
喪男はネガティブ思考または自虐的であるため、毒男（独身男）同様、アスキーアートなどでは暗い内容のものが多い。
またモテない女性は「喪女」（もじょ、もおんな）と言う。

## 喪男の定義
喪男と呼ばれる定義は
- 女性との交際経験が無い（いわゆる「彼女居ない歴=年齢」）
- 告白されたことが無い
- 女友達がいない
- 素人童貞以外の童貞（「真性童貞」とも）

であること。
さらには
- モテたいという気持ちを失っている（あるいははじめから持っていない）
- 現実に存在しない女性（いわゆる「二次元」）に憧れ、現実の女性に絶望している（「理想の女性がいない」などの理由）
- 結婚をあきらめる（「一生結婚しない」と開き直る）

なども条件にされつつあり、いっそう自虐的な意味合いを強めている。ただし彼らの定義に入ってあっても喪男ではない人もおり曖昧なのが現実。この場合、モテたいという気持ちを持っている者は「鯛男」と呼んで区別する。

## アスキーアートとしての喪男
アスキーアートとしての喪男は1行顔文字を含め存在しない。
ただ、1行顔文字の「('A`)」がモテない男性板の名無しであることから、「('A`)」が喪男の1行顔文字として使われている。

## ネ喪
喪男板にて上の喪男の定義に当てはまらない人が、喪男のふりして書き込む行為のこと。ネカマにならって名付けられたとされている。
逆に喪男がネ喪のふりをして書き込むことを「ネネ喪」という。
最近は喪男のふりをせず、あからさまに喪男を煽る内容の書き込みをする人間もネ喪と呼ばれることが多い。